# 双柏県
双柏県（そうはく-けん）は中華人民共和国雲南省楚雄イ族自治州に位置する県。

## 行政区画
下部に5鎮、3郷を管轄する。
- 鎮
  - 妥甸鎮、大荘鎮、𥔲([石咢])嘉鎮[1]、法脿鎮[2]、大麦地鎮
- 郷
  - 安竜堡郷、愛尼山郷、独田郷